# Пангасинан (провинция)
Пангасинан (таг. Pangasinan) — провинция Филиппин в составе региона Илокос на острове Лусон. Административный центр — город Лингаен. Площадь составляет 5368,2 км².

## География
На востоке провинция примыкает к горной системе, называемой Центральная Кодильера, в западной части на её территорию частично заходят горы Самбалес, на юге расположены орошаемые равнины, на севере провинцию омывают воды залива Лингаен, относящегося к Южно-Китайскому морю. На западе провинция омывается непосредственно водами Южно-Китайского моря.
Соседние провинции: Южный Илокос, Нуэва-Виская, Нуэва-Эсиха, Бенгет, Самбалес, Тарлак.
На территории провинции расположено 4 города, не считая столицы (Дагупан, Урданета, Аламинос, Сан-Карлос) и 44 муниципалитета. В 170 км от Лингаена расположена столица Филиппин, в 50 км — Багио. До ближайших международных аэропортов — 115 км (Субик) и 80 км (Кларк).

## История
Провинция Пангасинан основана во время правления губернатора Ронкильо де Пеньялоса в 1850 году. В старину, согласно сообщению епископа Доминго де Саласара, Пангасинан был расположен в 40 лигах от Манилы, и до столицы можно было добраться по морю, а также по суше верхом или в экипаже за 30 часов. На современных видах транспорта то же расстояние покрывается за 5 часов.
Морская соль, которой богаты местные побережья, дала название провинции, которое в переводе означает «место, где есть соль». Но это название также связано и с этнонимом пангасинан, как и с названием языка, на котором эта народность говорит.
Первое появление испанцев на территории нынешней провинции Пангасинан относится к 1571 году. Сюда прибыла экспедиция под руководством Мартина де Гоити. Годом позже в заливе Лингаен в устье реки Агно высадился Хуан де Сальседо. К 1580 году в районе появились монахи доминиканцы, францисканцы и августинцы. Проповедуя учение Христа, они подчинили большую часть местного населения. В то время провинция включала больше земел чем сейчас, но столицей уже тогда был провозглашен Лингаен. В декабре 1660 года вспыхнул мятех под руководством Андреса Малонга, местного вождя из поселка Биналатонган, который сегодня называется Сан-Карлос. Он провозгласил себя королём Пангасинана, но его эфемерное «королевство» продержалось чуть более года.
В 1762 Манила была оккупирована английскими войсками. На этот раз пангасинанцы вновь поднялись против испанских колонизаторов, под предводительством Хуана де ла Крус Палариса. После недолгого периода анархии и хаоса испанцы подавили восстание. По Парижскому договору в марте 1763 г. был установлен мир и порядок.

## Население
Население Пангасинана достигло в 2010 году 2 779 862 человек, плотность населения составляет 517,84 жителя на км². Население в равной степени пользуется английским и тагальским языками, которые изучаются в школах. В настоящее время большинство жителей по происхождению — илоки. Они отличаются своим национальным характером, суровостью и выдержкой.

## Административное деление
В административном отношении подразделяется на 4 включённый город (Сан-Фернандо) и 44 муниципалитетов:

### Города
| № | Город      | Население, чел. (2007) | Площадь, км² |
| - | ---------- | ---------------------- | ------------ |
| 1 | Аламинос   | 79 788                 | 164          |
| 2 | Дагупан    | 149 554                | 37           |
| 3 | Сан-Карлос | 161 884                | 169          |
| 4 | Урданета   | 120 785                | 100          |

### Муниципалитеты
| №  | Муниципалитет | Население, чел. (2007) | Площадь, км² |
| -- | ------------- | ---------------------- | ------------ |
| 1  | Агно          | 26 023                 | 170          |
| 2  | Агилар        | 36 564                 | 195          |
| 3  | Алкала        | 38 934                 | 46           |
| 4  | Анда          | 34 398                 | 75           |
| 5  | Асинган       | 54 092                 | 67           |
| 6  | Балунгао      | 25 214                 | 73           |
| 7  | Бани          | 45 652                 | 180          |
| 8  | Басиста       | 28 104                 | 24           |
| 9  | Баутиста      | 28 094                 | 46           |
| 10 | Байамбанг     | 103 145                | 144          |
| 11 | Биналонан     | 52 722                 | 48           |
| 12 | Бинмалей      | 76 214                 | 119          |
| 13 | Болинао       | 69 568                 | 197          |
| 14 | Бугаллон      | 62 237                 | 190          |
| 15 | Бургос        | 20 187                 | 131          |
| 16 | Каласиао      | 85 419                 | 48           |
| 17 | Дасол         | 27 027                 | 167          |
| 18 | Инфанта       | 23 731                 | 254          |
| 19 | Лабрадор      | 20 508                 | 91           |
| 20 | Лаоак         | 28 266                 | 41           |
| 21 | Лингайен      | 95 773                 | 63           |
| 22 | Мабини        | 23 338                 | 291          |
| 23 | Маласики      | 122 820                | 131          |
| 24 | Манаоаг       | 62 684                 | 56           |
| 25 | Мангалдан     | 90 391                 | 48           |
| 26 | Мангатарем    | 65 366                 | 318          |
| 27 | Мапандан      | 32 905                 | 30           |
| 28 | Нативидад     | 21 560                 | 134          |
| 29 | Позоррубио    | 63 689                 | 135          |
| 30 | Росалес       | 57 702                 | 66           |
| 31 | Сан-Фабиан    | 74 005                 | 81           |
| 32 | Сан-Хасинто   | 35 591                 | 44           |
| 33 | Сан-Мануел    | 46 769                 | 129          |
| 34 | Сан-Николас   | 33 419                 | 210          |
| 35 | Сан-Кинтин    | 30 556                 | 116          |
| 36 | Санта-Барбара | 73 025                 | 61           |
| 37 | Санта-Мария   | 30 721                 | 70           |
| 38 | Санто-Томас   | 13 706                 | 13           |
| 39 | Сисон         | 42 791                 | 82           |
| 40 | Суал          | 29 925                 | 130          |
| 41 | Тайуг         | 37 954                 | 51           |
| 42 | Уминган       | 62 497                 | 258          |
| 43 | Урбизтондо    | 43 430                 | 82           |
| 44 | Виллясис      | 56 668                 | 76           |

## Экономика и инфраструктура
В провинции развита энергетическая отрасль, производство цемента, но основную роль в экономике играют сельское хозяйство (культивируются большей частью риса и манго) и народные промыслы (ремесленные изделия из бамбука).
Образование в провинции можно получить в начальных, средних школах и высших учебных заведениях. Наиболее значительные из ВУЗов — Азиатский институт электронной коммерции, Фундаментальный университетский колледж Дагупана, Северо-Лусонский лицей, Пангасинанский государственный университет, Тихоокеанский университет Северного Лусона и другие.
В провинции есть все условия для туризма, пляжи на побережье залива Лингаен, музеи местного значения, спортивные учреждения.

## Галерея
- Солеварня в Дасоле
- Национальный парк «Сто островов»
- Город Лингаен
- Тюрьма провинции
- Город Дагупан
- Бульвар Перес, Дагупан
- Город Аламинос
- Рынок в городе Сан-Карлос
- Церковь в городе Сан-Карлос
- Центр культуры и спорта города Урданета